# Stadio comunale Cornaredo
Le Stadio comunale Cornaredo est un stade de football situé à Lugano, en Suisse.

## Rencontres internationales
Depuis 1951, l'équipe de Suisse y dispute neuf rencontres internationales :
| Date             | Adversaire     | Résultat | Spectateurs | Compétition                               |
| ---------------- | -------------- | -------- | ----------- | ----------------------------------------- |
| 25 novembre 1951 | Italie         | 1-1      | 32 500      | Coupe internationale européenne 1948-1953 |
| 8 novembre 1967  | Chypre         | 5-0      | 3 737       | Éliminatoires de l'Euro 1968              |
| 24 mars 1982     | Portugal       | 2-1      | 13 800      | Match amical                              |
| 24 avril 1996    | Pays de Galles | 2-0      | 8 500       | Match amical                              |
| 29 mars 2000     | Norvège        | 2-2      | 5 800       | Match amical                              |
| 24 mai 2008      | Slovaquie      | 2-0      | 10 150      | Match amical                              |
| 3 juin 2016      | Moldavie       | 2-1      | 5 700       | Match amical                              |
| 8 juin 2018      | Japon          | 2-0      | 7 010       | Match amical                              |
| 14 novembre 2018 | Qatar          | 0-1      | 4 170       | Match amical                              |

Le stade accueille également une rencontre du Groupe 4, celui de la Suisse, lors de la Coupe du monde 1954 :
| 20 juin 1954                      | Italie                                                         | 4 - 1 | Belgique  |                                                     |                                                     |
| 17:00 · Historique des rencontres | Pandolfini 41e (pen.) · Galli 48e · Frignani 58e · Lorenzi 78e |       | 81e Anoul | Spectateurs : 26 000 Arbitrage : Carl Erich Steiner | Spectateurs : 26 000 Arbitrage : Carl Erich Steiner |
| 17:00 · Historique des rencontres | (Rapport)                                                      |       |           | Spectateurs : 26 000 Arbitrage : Carl Erich Steiner | Spectateurs : 26 000 Arbitrage : Carl Erich Steiner |